# NGC 2949/2
NGC 2949/2 је лентикуларна галаксија у сазвежђу Лав која се налази на NGC листи објеката дубоког неба.
Деклинација објекта је + 16° 47' 13" а ректасцензија 9h 39m 57,4s. Привидна величина (магнитуда) објекта NGC 2949 износи 14,4 а фотографска магнитуда 15,4. NGC 29492 је још познат и под ознакама CGCG 92-25, PGC 27579.